# Člověk (Hvězdná brána: Hluboký vesmír)
Člověk (v anglickém originále Human) je čtrnáctá epizoda 1. řady americko-kanadského sci-fi seriálu Hvězdná brána: Hluboký vesmír.

## Děj
Dr. Nicholas Rush se rozhodne použít Antické křeslo, které dříve použil Dr. Jeremy Franklin a málem zemřel. Viz epizoda "SGU:Spravedlnost". Dr. Rush vymyslí program, který umožňuje stahování informací z křesla do mozku pomalu a neohrozí tak jeho zdraví. Mezitím, plukovník Young nařídí, aby Dr. Rushe od křesla odpojili, pokud bude ohrožen jeho život.
Dr. Rush se snaží získat hlavní heslo, aby konečně získal kontrolu nad Destiny. Prochází jakýmsi snem, ve které se mu zjevuje jeho žena Gloria a její přítelkyně Constance, Dr. Daniel Jackson nebo se objeví na přednášce na univerzitě, kde se snaži rozluštit heslo Destiny s pomocí svých studentů. Dr. Rush je již rozhodnut vzdát se hledání hesla, když si uvědomí stále opakující se prvek - číslo 46. Jde o odkaz na lidskou DNA, protože 46 je počet chromozomů v lidské DNA. Poté, co se od křesla odpojí, Rush napíše program, jehož cílem je získat heslo, které je specifickým genem používaným Antiky.
Mezitím Destiny vyskočí z FTL v blízkosti planety, na které KINO objeví ruiny města. Seržant Ronald Greer, poručík Matthew Scott, Eli Wallace a Chloe Armstrongová se vydají prozkoumat ruiny. Najednou se KINO ztratí v síti podzemních tunelů. Když jdou KINO hledat seržant Greer narazí na obřího pavouka a začne po něm střílet. Střelba způsobí zřícení tunelů a výsadek je uvězněn.
Další tým pod vedením Vanessy Jamesové se pokouší je vykopat. Zbývá však velmi málo času, a proto k odstranění sutin použijí C-4. Následná exploze situaci ještě zhorší. Poručík Scott nařídí ostatním návrat na Destiny. Destiny vstupuje do FTL a čtyři členové výsadku zůstávají na planetě.